# وليام كولير سينيور
وليام كولير سينيور (بالإنجليزية: William Collier Sr.)‏ مواليد 12 نوفمبر 1864 في نيويورك - الوفاة 13 يناير 1944 في بيفرلي هيلز، الولايات المتحدة، هو ممثل ومخرج وكاتب سيناريو أمريكي بدأ مسيرته الفنية سنة 1916. امتدت مسيرته الفنية لأكثر من 25 عاما. من أعماله جاسوس التلفاز.

## روابط خارجية
- وليام كولير سينيور على موقع IMDb (الإنجليزية)
- وليام كولير سينيور على موقع ألو سيني (الفرنسية)
- وليام كولير سينيور على موقع أول موفي (الإنجليزية)
- وليام كولير سينيور على موقع قاعدة بيانات برودواي على الإنترنت (الإنجليزية)
- وليام كولير سينيور على موقع قاعدة بيانات برودواي على الإنترنت (الإنجليزية)
- وليام كولير سينيور على موقع قاعدة بيانات الأفلام السويدية (السويدية)
- وليام كولير سينيور على موقع قاعدة بيانات الفيلم (الإنجليزية)
- وليام كولير سينيور على موقع كينوبويسك (الروسية)